# 5952 Davemonet
5952 Davemonet (1987 EV) là một tiểu hành tinh vành đai chính được phát hiện ngày 4 tháng 3 năm 1987 bởi Bowell, E. ở Flagstaff.